# Combat de Pont-Sal (26 juin 1795)
Pour les articles homonymes, voir Combat de Pont-Sal.
Chouannerie
Batailles
Le premier combat de Pont-Sal se déroule le 26 juin 1795, au cours de l'expédition de Quiberon, pendant la Chouannerie. Il s'achève par la victoire des chouans qui tendent une embuscade à un détachement républicain près du château de Pont-Sal, à Plougoumelen.

## Déroulement
Le 26 juin 1795, une troupe de 400 à 500 Chouans en route pour Auray et commandée par Pierre Mercier, dit « La Vendée », campe à Pont-Sal lorsqu'elle est informée de l'arrivée d'un détachement républicain escortant une dame en voiture. Le détachement tombe dans une embuscade et seuls 22 hommes sur 40 parviennent à s'enfuir. Les autres sont tués ou emmenés à la maison de Kersal où ils sont fusillés par des marins de Baden. D'après le témoignage d'un nommé Joachim Le Hec, un des prisonniers parvint à s'échapper mais il est rattrapé à Brandivy, ramené et fusillé. Seule la dame est épargnée après avoir tenté d'intercéder en faveur des prisonniers. Elle est reconduite par Mercier jusqu'à la route.